# Пол Грайс
Херберт Пол Грайс (на английски: Herbert Paul Grice; р. 13 март 1913, Бирмингам, Англия - п. 28 август 1988, Бъркли, Калифорния), обикновено публикуващ под името Х. П. Грайс (H. P. Grice), Х. Пол Грайс (H. Paul Grice) или Пол Грайс (Paul Grice), е образован във Великобритания философ на езика, който прекарва последните две десетилетия от кариерата си в САЩ. Работата на Грайс е една от най-фундаменталните в модерните изследвания на прагматиката.